# Szeklerland

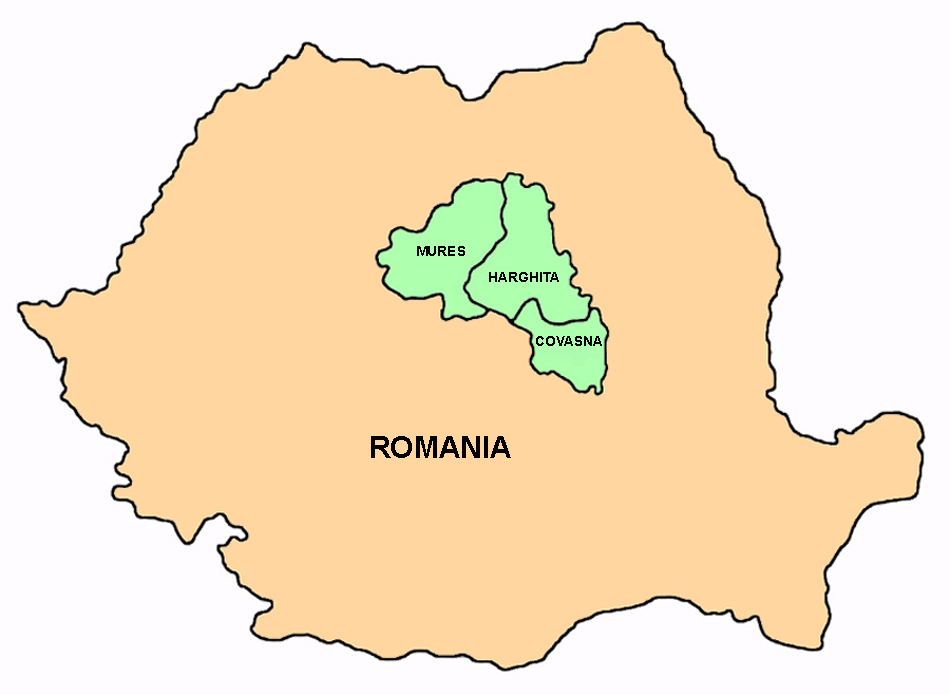
Locatie van de drie Roemeense districten waarin Szekelyföld of Ţinutul Secuiesc ligt

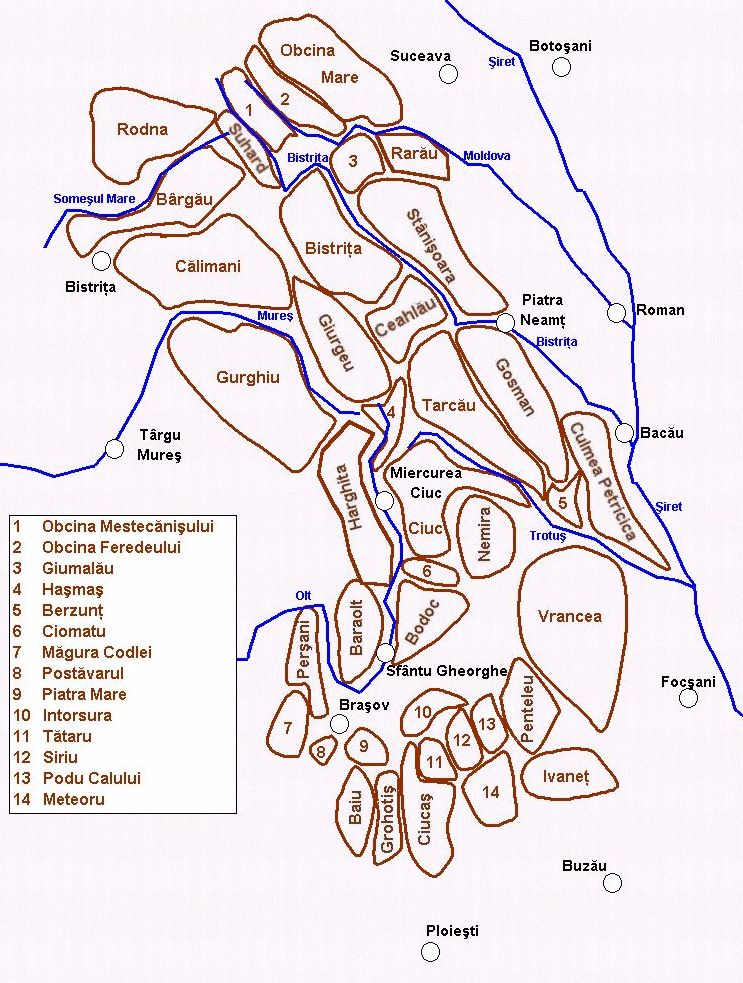
De geografie van de Oostelijke Karpaten

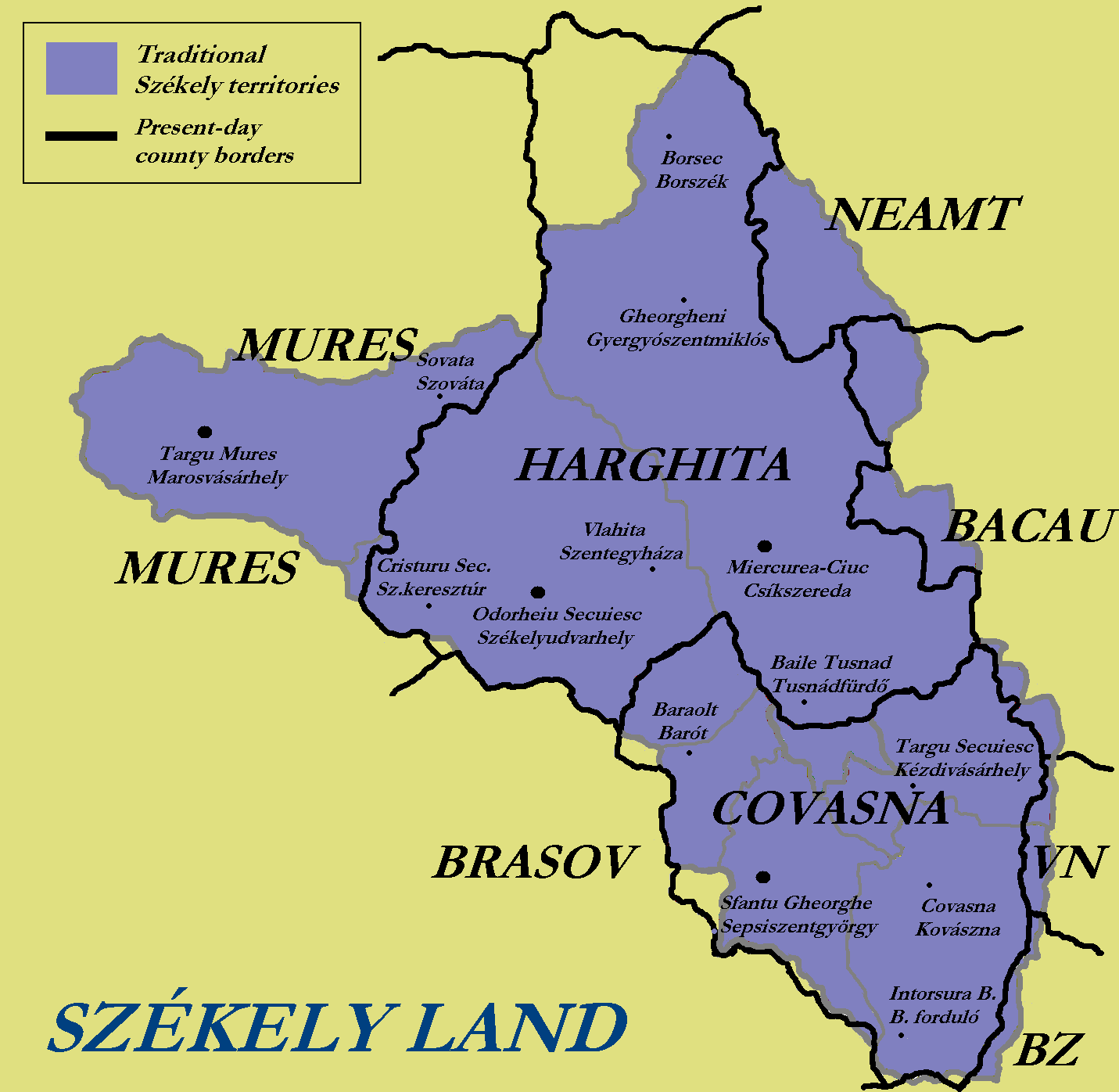
Ligging van het historische Szeklerland binnen de huidige districtsgrenzen

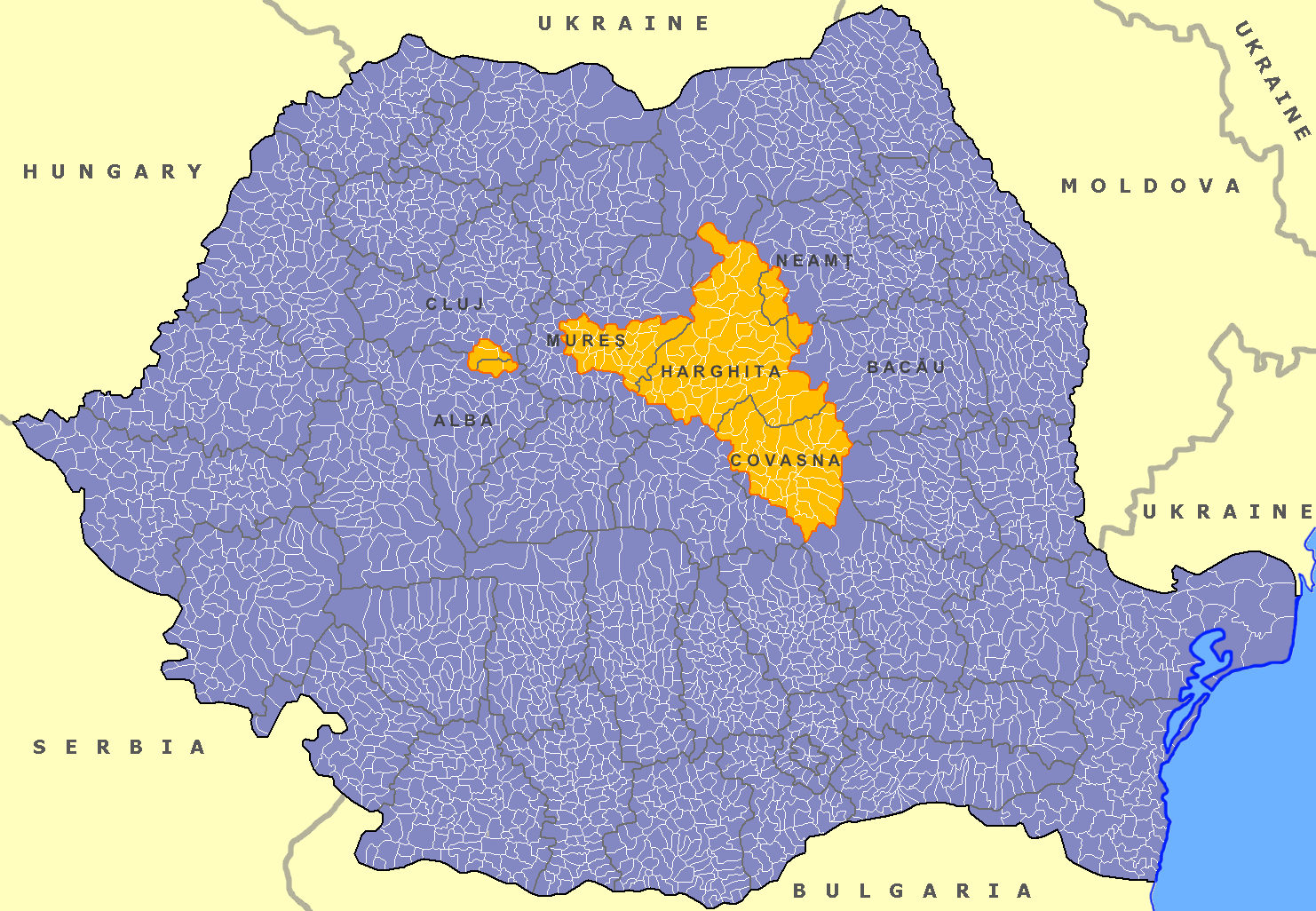
De historische gebieden van de Szeklers

Szeklerland (Hongaars: Székelyföld, Roemeens: Ținutul Secuiesc, Latijn: Terra Siculorum) is een begrip dat wordt gebruikt om het gebied aan te duiden dat door de Szeklers, een bevolkingsgroep binnen de Hongaarse minderheid in Roemenië, wordt bewoond. Het gebied is gelegen aan de oostgrens van Transsylvanië en omvat grofweg de Roemeense districten Harghita en Covasna, de oostelijke helft van het district Mureș en enkele randgemeenten van de districten Neamț en Bacău.

## Geografie
Het Szeklerland is gelegen in de Oostelijke Karpaten, in dat gebergte is de hoogste top te vinden in het Rodna gebergte (Nagy-Pietrosz, 2303 m). Deze berg ligt echter niet in het Szeklerland maar in het district Bistrița-Năsăud. De hoogste bergen in het Szeklerland zijn de Mező-havas (Saca Mare) in het Gurghiu of Görgényi gebergte ten noorden van de plaats Praid en de Harghita-Mădăraș. De laatste is 1801 meter hoog. 
Het bewoonde deel van het gebied is te vinden in de valleien en in een aantal grotere bekkens, die van Gyergyó, Csík, Barót, Kászon, Kézd en ook gedeeltelijk het bekken van Brasov.
De belangrijkste rivieren in het gebied zijn de Mureș (Hongaars:Maros of Duits:Mieresch) en de Olt(Alt in het Duits.
De afstand tussen het meest noordelijke en het meest zuidelijke punt is circa 235 kilometer, het gebied is 12 000 km² groot. De belangrijkste steden zijn Târgu Mureș, Sfântu Gheorghe, Miercurea Ciuc en Odorheiu Secuiesc.

## Bevolking
In 2002 woonden er 667.559 Szeklers/Hongaren in de districten Harghita, Covasna en Mureș.
| District | Inwoners  | Inwoners | Bevolkingsgroepen in % | Bevolkingsgroepen in % | Bevolkingsgroepen in % | Godsdiensten in % | Godsdiensten in % | Godsdiensten in % |
| -------- | --------- | -------- | ---------------------- | ---------------------- | ---------------------- | ----------------- | ----------------- | ----------------- |
|          | Totaal    | Szeklers | Hongaren               | Roemenen               | Roma                   | Katholiek         | Gereform.         | Orthodox          |
| Covasna  | 222.274   | 164.060  | 73,8                   | 23,3                   | 2,7                    | 36,2              | 33,4              | 22,4              |
| Harghita | 326.020   | 275.845  | 84,6                   | 14,1                   | 1,2                    | 65,3              | 12,7              | 13,3              |
| Mureș    | 579.862   | 227.654  | 39,3                   | 53,3                   | 7,0                    | 9,5               | 27,0              | 53,3              |
| Totaal   | 1.128.156 | 667.559  | 59,2                   | 36,1                   | 4,5                    | 30,9              | 24,2              | 35,7              |

In 2011 was de bevolking in de drie districten gedaald en is het aantal Hongaren: 257.707 in Harghita (85,21%), 150.468 in Covasna (73,74%) en 200.858 in Mures. In totaal is het aantal Szeklers hiermee in 2011: 609.033 personen.
| District | Inwoners  | Inwoners | Bevolkingsgroepen in % | Bevolkingsgroepen in % | Bevolkingsgroepen in % |
| -------- | --------- | -------- | ---------------------- | ---------------------- | ---------------------- |
|          | Totaal    | Szeklers | Hongaren               | Roemenen               | Roma                   |
| Covasna  | 210.177   | 150.468  | 73,7                   | 22,0                   |                        |
| Harghita | 302.432   | 257.707  | 85,2                   | 12,9                   | 1,8                    |
| Mureș    | 550.846   | 200.858  | 38,1                   | 52,6                   | 9,3                    |
| Totaal   | 1.063.455 | 609.033  | 57,3                   | -                      | -                      |

Tijdens de census van 2021 was het aantal inwoners gedaald. Van de personen die hun nationaliteit verklaarden waren er ruim een half miljoen Hongaren. 
| District | Inwoners  | Inwoners | Bevolkingsgroepen in % | Bevolkingsgroepen in % | Bevolkingsgroepen in % |
| -------- | --------- | -------- | ---------------------- | ---------------------- | ---------------------- |
|          | Totaal    | Szeklers | Hongaren               | Roemenen               | Roma                   |
| Harghita | 291.950   | 232.157  | 85,7                   | 12,4                   | 1,8                    |
| Covasna  | 200.042   | 133.444  | 71,8                   | 23,0                   | 5,0                    |
| Mureş    | 518.193   | 165.014  | 35,6                   | 54,5                   | 9,7                    |
| Totaal   | 1.010.185 | 530.615  | 57,7                   | 35,7                   | 6,5                    |

Het historische Szeklerland is iets kleiner dan de drie districten en heeft een andere afbakening. Binnen de grenzen hiervan wonen ongeveer 800.000 mensen, waarvan bijna driekwart Szeklers. Als de Roemeense steden en dorpen aan de randen van dit historische Szeklerland niet meegeteld worden, loopt het percentage Szeklers op tot bijna 80%. In verreweg de meeste steden en gemeenten in het Szeklerland vormen de Szeklers meer dan 80% van de bevolking, op veel plaatsen zelfs meer dan 90%. Alleen in het westen, in en rond de grootste stad van de regio, Târgu Mureș of Marosvásárhely (Duits: Neumarkt am Mieresch), vormen de Roemenen de helft van de bevolking.
Van de Szeklers is ruim de helft rooms-katholiek. Zij behoren tot het Hongaarstalige Aartsbisdom Alba Iulia / Gyulafehérvár. Iets minder dan de helft is aangesloten bij de Hongaarse Gereformeerde Kerk (Magyarországi Református Egyház, ook vertaald als Hongaarse Hervormde Kerk), een calvinistische kerk vergelijkbaar met de Nederlandse Hervormde Kerk (nu Protestantse Kerk in Nederland). Zij behoren tot de hervormde kerkprovincie Zevenburgen, die sinds Transsylvanië bij Roemenië hoort als min of meer onafhankelijk kerkgenootschap fungeert. Verder bestaat een aanzienlijke unitarische kerk. De Roemenen zijn in overgrote meerderheid lid van de Roemeens-orthodoxe Kerk.

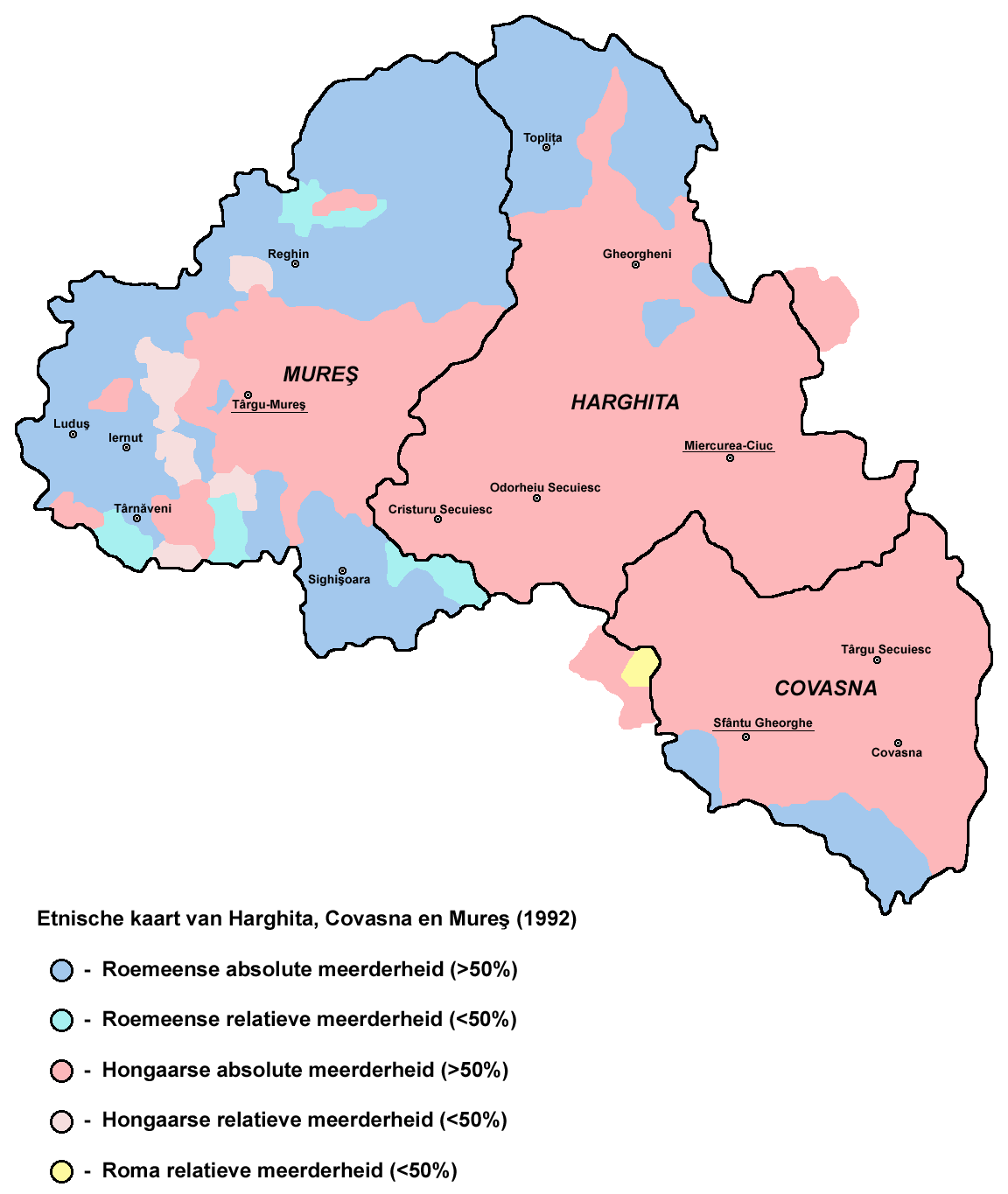
Etnische kaart van Szeklerland (1992)
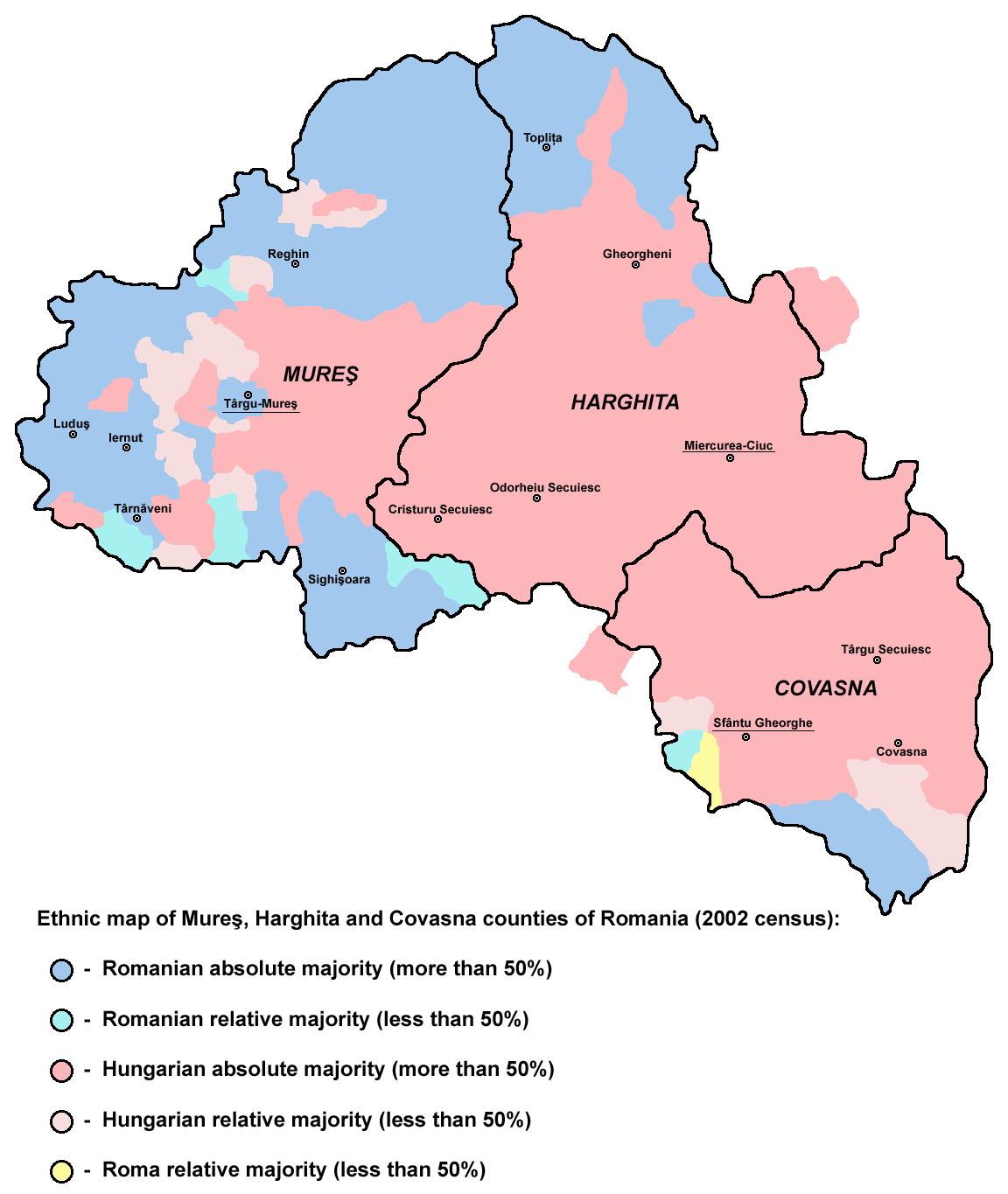
Etnische kaart van Szeklerland (2002)
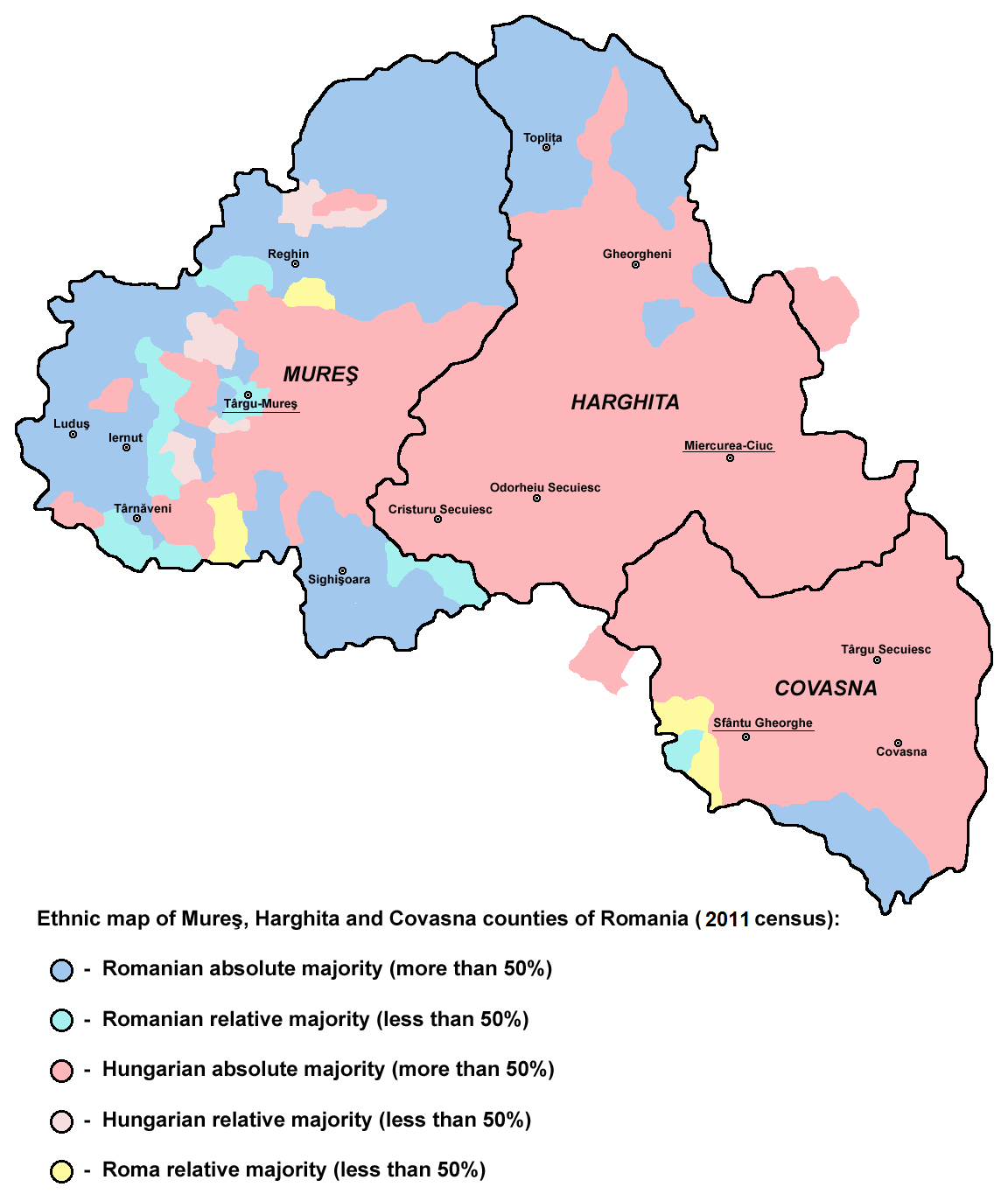
Etnische kaart van Szeklerland (2011)

Aan de hand van de hierboven getoonde kaarten is te zien dat in het overgrote deel van het Szeklerland de Hongaren hun positie behouden. Twee streken hebben te maken met een Roemenisering. Dit betreft het zuidelijkste puntje waar de invloed van de suburbanisatie van de stad Brașov merkbaar is en de omgeving van Targu Mures waar het aantal Roemenen in aandeel verder toeneemt. 

### Steden in Szeklerland
In het historische Szeklerland bevinden zich de volgende steden, in volgorde van grootte:
| Roemeense naam       | Hongaarse naam     | Duitse naam                 | District | Inwoners (2002) | Inwoners (2002) | Inwoners (2002) | Godsdienst in % (2002) | Godsdienst in % (2002) | Godsdienst in % (2002) |
| -------------------- | ------------------ | --------------------------- | -------- | --------------- | --------------- | --------------- | ---------------------- | ---------------------- | ---------------------- |
|                      |                    |                             |          | Aantal          | Hongaar         | Roemeen         | Katholiek              | Gereform.              | Orthodox               |
| Târgu Mureș          | Marosvásárhely     | Neumarkt am Mieresch        | Mureș    | 150.041         | 46,73           | 50,34           | 13,5                   | 30,1                   | 46,7                   |
| Sfântu Gheorghe      | Sepsiszentgyörgy   | Sankt Georgen               | Covasna  | 61.543          | 74,93           | 23,04           | 33,3                   | 37,1                   | 20,4                   |
| Miercurea-Ciuc       | Csíkszereda        | Szeklerburg                 | Harghita | 42.029          | 81,75           | 17,31           | 74,1                   | 7,4                    | 15,0                   |
| Odorheiu Secuiesc    | Székelyudvarhely   | Oderhellen                  | Harghita | 36.948          | 95,69           | 2,91            | 50,1                   | 30,1                   | 2,5                    |
| Târgu Secuiesc       | Kézdivásárhely     | Szekler Neumarkt            | Covasna  | 20.488          | 90,95           | 7,81            | 71,4                   | 20,8                   | 6,0                    |
| Gheorgheni           | Gyergyószentmiklós | Niklasmarkt                 | Harghita | 20.018          | 87,54           | 10,80           | 80,3                   | 6,3                    | 10,0                   |
| Sovata               | Szováta            | Sowata                      | Mureș    | 11.614          | 90,11           | 7,83            | 42,3                   | 42,1                   | 8,1                    |
| Covasna              | Kovászna           | Kowasna                     | Covasna  | 11.369          | 66,31           | 32,31           | 20,8                   | 46,1                   | 29,1                   |
| Cristuru Secuiesc    | Székelykeresztúr   | Szeklerkreuz                | Harghita | 9.672           | 95,13           | 2,27            | 14,3                   | 46,0                   | 2,3                    |
| Baraolt              | Barót              | Boralth                     | Covasna  | 9.670           | 95,87           | 3,10            | 30,0                   | 47,9                   | 2,6                    |
| Întorsura Buzăului   | Bodzaforduló       | Bodsau                      | Covasna  | 8.926           | 0,64            | 99,18           | 0,3                    | 0,3                    | 98,4                   |
| Bǎlan                | Balánbánya         | Kupferbergwerk              | Harghita | 7.902           | 34,21           | 64,81           | 38,0                   | 4,2                    | 54,8                   |
| Vlăhița              | Szentegyháza       | Wlachendorf                 | Harghita | 7.042           | 98,84           | 1,12            | 87,3                   | 4,3                    | 1,1                    |
| Ungheni              | Nyárádtő           | Nyaradfluß                  | Mureș    | 6.554           | 9,14            | 79,97           | 3,5                    | 8,6                    | 82,5                   |
| Miercurea Nirajului  | Nyárádszereda      | Sereda                      | Mureș    | 5.824           | 83,96           | 10,65           | 16,2                   | 52,4                   | 13,7                   |
| Sângeorgiu de Pădure | Erdőszentgyörgy    | Sankt Georgen auf der Heide | Mureș    | 5.492           | 75,55           | 19,96           | 8,6                    | 54,7                   | 19,6                   |
| Borsec               | Borszék            | Bad Borseck                 | Harghita | 2.864           | 78,21           | 21,19           | 75,5                   | 3,2                    | 19,9                   |
| Băile Tușnad         | Tusnádfürdő        | Bad Tuschnad                | Harghita | 1.728           | 93,46           | 6,13            | 83,2                   | 7,1                    | 6,5                    |

### Streken van het Szeklerland
- Udvarhelyszék
- Marosszék
- Csíkszék
- Gyergyószék
- Sepsiszék
- Kézdiszék
- Aranyosszék

## Geschiedenis
In de 12e eeuw werden de Szeklers door de Hongaarse koning opgeroepen om de grenzen van het rijk te gaan bewaken. In ruil hiervoor kregen ze verregaande vrijheden. Veel Szeklers vertrokken uit de gebieden rond de steden Orba (Gârbova), Kézd (Saschiz) en Sebes (Sebeș) naar het huidige Szeklerland.
De huidige Orbaiszék, Kézdiszék en Sepsiszék verwijzen nog naar de vroegere woongebieden van de Székely. Deze woongebieden werden daarna bevolkt door Zevenburger Saksen. 
In de middeleeuwen was Szeklerland een autonome provincie (eerst van het Koninkrijk Hongarije, daarna van Oostenrijk-Hongarije en uiteindelijk van Transsylvanië), die werd bestuurd door de Szeklers zelf. Aan het hoofd van de Szekler-gemeenschap stonden een of meerdere graven der Szeklers. De Szeklers in het Szeklerland waren net als de Hongaarse edelen en de Zevenburger Saksen volledig vrij en niet horig aan een heer. Deze drie groepen vormden de Unie der Drie Naties. De vierde grote bevolkingsgroep in Transsylvanië, de Roemenen, had deze voorrechten niet.
In 1867 werd Szeklerland een onderdeel van het Koninkrijk Hongarije en vervolgens opgesplitst in vier districten: Udvarhely, Háromszék, Csík en Maros-Torda.
In 1916 werd Szeklerland binnengevallen door de Roemenen, die zich hadden aangesloten bij de geallieerden. Na de Eerste Wereldoorlog werd Transsylvanië (met het Szeklerland) op 1 december 1918 in Alba Iulia onder Hongaars protest aan Roemenië toegewezen. Deze situatie werd door de westerse mogendheden bevestigd met het Verdrag van Trianon op 4 juni 1920.
In augustus 1940 kwam onder toezicht van Benito Mussolini en Adolf Hitler de Tweede toekenning van Wenen tot stand, die bepaalde dat Hongarije een deel van Transsylvanië (met het Szeklerland) mocht annexeren. In 1947 kwam dit gebied weer toe aan Roemenië in navolging van het Verdrag van Parijs.

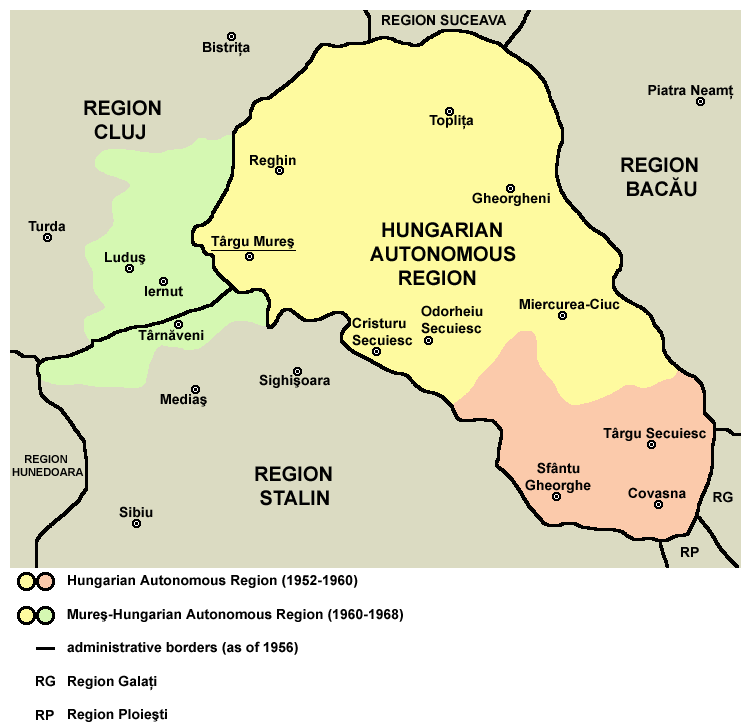

Hierna werd er een Hongaarse Autonome Provincie gesticht, die bijna gelijkviel met het Szeklerland. De Hongaarse Autonome Provincie heeft bestaan tot 1964, toen Roemenië (opnieuw) in districten werd verdeeld. Onder de dictatuur van Nicolae Ceaușescu werd gepoogd door migratie van Roemenen naar het gebied de meerderheidspositie van de Szeklers in het Szeklerland te breken. Daarnaast werd de taal en godsdienst van de Szeklers onderdrukt. Hierdoor is er een Roemeense minderheid ontstaan in het Szeklerland, die echter nergens groter is dan een kwart van de bevolking.
Op 15 maart 2006 vond er in de stad Odorheiu Secuiesc (Hongaars: Székelyudvarhely) een massale betoging plaats waar tienduizenden Hongaren vroegen om autonomie voor het Szeklerland. De Szekler Nationale Raad onder voorzitterschap van de Hongaarse burgemeester van Odorhei Secuiesc, Jenö Szász, hield een conferentie hierover. Met het oog op de toetreding tot de Europese Unie op 1 januari 2007, moesten de Roemeense autoriteiten dit gedogen. Een van de sprekers was de protestantse bisschop László Tökés, die zei dat hij geen herziening van de landsgrenzen met Hongarije wou, maar wel meer autonomie voor het Szeklerland. De Roemeense president Traian Basescu werd ook uitgenodigd, maar wees die uitnodiging af, stellende dat Roemenië "een onafhankelijke, ondeelbare, natiestaat is" en "er dus geen ruimte is voor Hongaarse autonomie in Transsylvanië".
In 2009 besloot de Nationale Szekler Raad (Székely Nemzeti Tanács) het volkslied van de Szeklers (Székely himnusz) officieel te maken.